# Göteborgs stadsteater
Göteborgs stadsteater er et teater i det centrale Göteborg, beliggende ved Götaplatsen i bydelen Lorensberg. Det blev indviet 29. september 1934, men teatervirksomheden begyndte allerede på Lorensbergsteatern i 1918 og var hermed Sveriges første teater uden for Stockholm, der modtog økonomisk støtte fra staten.

## Historie
Allerede i 1910 blev Göteborgs Teaterförening grundlagt med følgende formål: "at stræbe efter gode teaterforhold i Göteborg, både hvad angår teateraktiviteter og et værdigt hjem for det." I april 1912 indgav Teaterföreningen en ansøgning til Det Kongelige svenske kancelli om tilladelse til at modtage økonomisk støtte gennem lotterimidler, svarende på det tidspunkt til nettoværdien af ti lotteritrækninger. Tilladelsen blev givet den 31. juli 1916, og der blev tildelt fire trækninger. Indtægterne kom først i 1918-1919 og udgjorde ca. 1,6 millioner svenske kronor.
I et brev dateret 4. oktober 1916 accepterede ti personer i Göteborg - Willgodt Kullgren, Ernst Krüger, Conrad Pineus, Mathilda Broström, Gösta Fraenckel, Wilhelm Henriques, Anna Johansson, Herman Mannheimer, Gustaf Werner og Hjalmar Wijk — på visse betingelser at overdrage hver 100.000 SEK eller tilsammen 1.000.000 SEK til en teaterfond med hvis renter, teaterdriften ville blive sikret. Byrådet besluttede i oktober 1917 at modtage gaven med tilsagn om, at byen skulle betragte den som et evighedslån.
Således havde Göteborgs byfuldmægtige i efteråret 1917 truffet den første beslutning om at bygge teatret, og den 27. december samme år blev offentligheden opfordret til at tegne aktier i AB Göteborgs Teater med dét sigte: "at pleje og værne om den dramatiske kunst i Göteborg, indtil den kan flytte ind i det nye teater vedtaget til opførelse af byrådet på et møde 25. oktober 1917." I 1916 var Lorensbergsteatern blevet opført af restauratør Sophus Petersen for at udføre "eksperimenterende teaterkunst". Efter at Sophus Petersens teaterkompagni var truet af konkurs, blev forretningen i 1918 overtaget af AB Göteborgs Teater samtidig med, at Göteborgs kommun påtog sig at stå for driften af Sveriges første teater uden for hovedstaden med bidrag fra staten efter tysk forbillede. Under instruktørerne Per Lindberg og Knut Ström blev moderne teaterkunst introduceret i Sverige, og ensemblet omfattede blandt andet teaterdirektør Gösta Ekman. 
Opførelsen af et byteater blev forsinket af en økonomisk nedgangstid samt af en fraktion, der gik ind for en renovering af det eksisterende Stora Teatern.
I 1926 pålagde Teaterbygningsudvalget arkitekten, bygningsrådet og professor Carl Bergsten (i samråd med teateringeniøren og direktøren Knut Ström) at tegne det nye byteater. Ved byrådets afsluttende debat i 1930 blev der truffet en dobbelt beslutning, dels om den endelige udformning af Götaplatsen, dels om påbegyndelsen af selve teaterbyggeriet. 

## Efter opførelsen
Grundstenen blev lagt den 28. maj 1931, og efter ca. tre år blev forretningen flyttet over på den anden side af gaden til det nybyggede Stadsteatern ved Götaplatsen, hvis udgifter beløb sig til 4,4 millioner svenske kroner. Den 29. september 1934 kl. 18.30 blev det nye Stadsteater indviet med teaterstykket Stormen af William Shakespeare. Rollelisten omfattede Georg Rydeberg, Mimi Pollak,  Louis "Ludde" Gentzel og Lill-Tollie Zellman.  
I januar 1937 blev den mindre scene The Studio indviet øverst i auditoriebygningens indgangsparti med Eugene O'Neills gennembrudsspil Emperor Jones.
I anledning af 25-års jubilæet den 9. januar 1943 blev Peer Gynt - Et dramatisk digt i 25 afsnit af Henrik Ibsen opført fra en oversættelse af Karl-Ragnar Gierow. Kolbjörn Knudsen spillede selve rollen som "Peer Gynt".
I 2002 blev hovedscenen ombygget, idet sceneåbningen udvidedes, og selve scenen blev trukket længere frem. Parketten blev redesignet med en større hældning. Antallet af tilskuerpladser med dårligt udsyn blev reduceret. Arkitektonisk betød denne ændring imidlertid, at den øverste række blev fjernet, og det meste af det unikke venetianske tapet i silketekstil blev dækket. På samme måde er loftet med sin karakteristiske belysning nu skjult bag sorte skærme.
I 1987 var bygningens indre gulvareal 9700 kvadratmeter.

### Teaterchefer
- Torsten Hammarén 1934–1950
- Stig Torsslow 1950–1953
- Karin Kavli 1953–1962
- Mats Johansson 1962–1982
- Uno Myggan Ericson 1982–1983
- Folke Edwards 1983–1985
- Birgitta Palme 1985–1989
- Per Lysander 1989–1992
- Ulf Kjell Gür 1992–1995
- Ronny Danielsson 1995–1997
- Stefan Pettersson 1997–1998
- Sture Carlsson efteråret 1998
- Gunwi Silander 1998–2003
- Dag Hallberg 2003–2005
- Ronnie Hallgren 2005–2014
- Sture Carlsson, overgangschef aug–sep 2014
- Björn Sandmark 2014—

### Kunstneriske ledere på scenerne ved Götaplatsen
- Jasenko Selimovic 1998–2005
- Anna Takanen 2006–2015
- Pontus Stenshäll 2015–2023
- Linda Zachrison 2023-

Se artiklen Backa teater for kunstneriske ledere på dette teater.

### Skuespillere på teatret (udvalg)
- Per Aabel
- Kent Andersson
- Ralph Carlsson
- Eivin Dahlgren
- Fredrik Evers
- Ashkan Ghods
- Johan Gry
- Inger Hayman
- Maria Hedborg
- Ingvar Hirdwall
- Åsa-Lena Hjelm
- Henric Holmberg
- Rolf Holmgren
- Christel Körner
- Ola Lindegren
- Thomas Nystedt
- Per Oscarsson
- Mariann Rudberg
- Maria Schildknecht
- Dan Sjögren
- Iwar Wiklander

## Arkitektur
Bygningen er tegnet af arkitekten Carl Bergsten i samråd med sceneingeniøren og direktøren Knut Ström. Bergstens første forslag fra 1929 blev valgt, og teatret designet i 1920'ernes klassicisme, senere (året efter) tilpasset 1930'ernes funktionalistiske designidealer, men fortsat med klassicistiske træk, for eksempel i søjlerne på hovedfacaden. Götaverken lavede de særegne enheder efter Ströms skemakonstruktion. Hovedfacaden er præget af en sten-etage i kraftigt design, hvor sort labradorit og mellemgrå granitårer veksler mellem hinanden. Et halvtag understøttes af to karyatider, hugget i granit af kunstneren Ivar Johnsson. Over indgangsloftet kommer det luftige galleri med store vinduer, sorte kolonnader og lyse granitbjælker.
Kullgrens Stenhuggeri i Uddevalla var hovedansvarlig for bygning og facadesten. Råmaterialet var norsk labradorit, et meget vanskeligt mineral at arbejde med, men en klar blågrøn stensort. Man skabte også 11 stensøjler (vægt / stykke, ca. 4 tons) til teatrets anden og tredje etage.
Salonen er hesteskoformet og havde oprindeligt et reduceret rækkesystem med 1010 pladser, fordelt på parkettens 570 og de to rækkers henholdsvis 178 og 248 pladser. Hertil kom to VIP-loger på første række med tilsammen 14 siddepladser. Antallet af pladser efter ombygningen er 594 (parketten har 319 pladser, øvre parket 163 pladser og balkonen 112 pladser).
Teaterbygningen er speciel dels på grund af publikumsområdets særegne 1930'er-arkitektur blandet andet på grund af den berømte trappeopgang, dels på grund af dens avancerede teatermaskineri med en kæmpe drejescene (18 meter i diameter, 4 etager dyb), som under forestillingen er nedsænket i forskellige sektioner kombineret med dekorative sporkørende vogne og store to-etagers udstillingsområder. Bygningen huser desuden værksteder og studier til indretningsarbejde, kostumer og attributter. 
Teaterscenen Atelierlokalet er placeret øverst i salonbygningens indgangsparti og blev indviet i januar 1937. Scenen blev beskrevet som en "skærm- og draperiscene, udstyret med syv spotlights, tre loftslamper og en gulvrampe, og hvor gardinet stadig trækkes i hånden". I dag er antallet af pladser ved denne studiescene 186 (oprindeligt var det 220).

## Backa Teater
Siden 1979 har Göteborgs stadsteater også omfattet det kunstnerisk uafhængige Backa teater, ét af Sveriges førende børne- og ungdomsteatre. Teatret er placeret på Lindholmen i Hisingen, Göteborg.